# دلفین دنسوس
دلفین دنسوس (انگلیسی: Acamptonectes) از سرده ماهی‌خزنده‌سانان است که گونه‌ای دلفین دریایی شبیه دلفین می‌باشد که در حدود ۱۳۰ میلیون سال پیش زندگی می‌کرده‌است. اولین نمونه - یک اسکلت نسبتاً بالغ - در اسپیتون، انگلستان در سال ۱۹۵۸ کشف شد. این جنس شامل گونه منفرد acamptonectes densus است؛ نام عمومی به معنی "شناگر سفت" است و نام خاص به معنای "فشرده" است.
نام علمی این سرده به سازگاری غیر معمول در بدن اشاره دارد که تنه خود را محکم نگه می‌دارد، از جمله استخوان‌های محکم چسبیده در قسمت پشتی (قسمت پایین و پایین جمجمه) و ستون فقرات متصل به طناب فقرات که آن را قادر به شنا کردن با سرعت بالا با شکل ماهی تن مانند می‌کند.